# 土田衛
土田 衞（つちだ まもる、1926年3月23日 -2023年5月4日）は、日本の演劇研究者。専門は近世期の演劇。大阪女子大学名誉教授。河竹賞受賞。

## 経歴
大阪市生まれ。1948年京都帝国大学文学部国文科卒業、大阪府立池田高等学校教諭。1961年京都大学文学部大学院退学、愛媛大学文理学部助教授。1971年同教授。1975年大阪女子大学学芸学部教授、1989年退職、名誉教授、佛教大学教授。
1989年『歌舞伎絵尽し年表』（須山章信共編）で河竹賞受賞。2004年4月、瑞宝中綬章受章。

## 著書

### 単著
- 『考証元禄歌舞伎 様式と展開』八木書店、1996

### 校訂・編纂
- 『上方狂言本』1-4 祐田善雄、鳥越文蔵、景山正隆共編 古典文庫、1959年
- 『仮名手本忠臣蔵』白方勝共校注 笠間書院、1971
- 浅井了意『かなめいし』編者 愛媛大学古典叢刊刊行会、1971
- 『景清』編 青葉図書 愛媛大学古典叢刊、1975
- 『上方役者一代記集』他編 上方芸文叢刊刊行会、1979
- 近松門左衛門『国性爺合戦』編 和泉書院影印叢刊、1979
- 『上方狂言本』7 編 古典文庫、1980
- 『上方狂言本』8 河合眞澄共編 古典文庫、1981
- 『新潮日本古典集成　浄瑠璃集』校注 新潮社、1985
- 『歌舞伎絵尽し年表』須山章信共編 桜楓社、1988
- 『菅専助全集』全6巻 福嶋三知子、北川博子共編 勉誠社、1991 - 95
- 『近世文学選〈芸能篇〉』荻田清、河合真澄、広瀬千紗子共編 和泉書院、1994
- 『歌舞伎評判記集成〈第1期〉芸能索引』山根為雄、丸西美千男共編 和泉書院索引叢書、1995
- 『新日本古典文学大系 95 上方歌舞伎集』河合眞澄共校注 岩波書店、1998